# Герб Новомиколаївського району
Герб Новомиколаївського району — офіційний символ Новомиколаївського району, затверджений 5 вересня 2003 р. рішенням сесії районної ради.

## Опис
Щит перетятий, на першому лазуровому полі стилізований золотий колос, на нижньому золотому - трактор, обрамлений вінком із зелених дубових листків, обвитих пурпурово стрічкою із золотими цифрами "1923". Навколо щита на зеленому бордюрі напис "Новомиколаївський район Запорізької області" та силует бігового коня. Щит обрамлено стилізованим колом соняшника.